# F. C. Blake & Co.

Das zweite von Blake gebaute Modell mit Tonneau-Aufbau auf einer madagassischen Briefmarke

Die F. C. Blake & Co. war ein britischer Automobil- und Motorenhersteller. Ab 1900 war der Firmensitz in Hammersmith, ab 1901 in Kew in der Grafschaft Surrey.
Das erste Modell 7 HP von 1900 war mit einem Vierzylindermotor und einer Vis-à-vis-Karosserie ausgestattet. Das andere Modell hatte zwei Zweizylindermotoren und einen Tonneau-Aufbau. Nachdem man hatte feststellen müssen, dass sich die Nachfrage in sehr engen Grenzen hielt, konzentrierte man sich 1903 wieder auf den Motorenbau.